# Rewilding
Als Rewilding bezeichnet man ein ökologisches Konzept, das darauf abzielt, durch ein Zurückfahren menschlicher Eingriffe und andere Methoden in einem bestimmten Projektgebiet eine ursprüngliche Wildnis und natürliche ökologische Prozesse wiederherzustellen. Der Begriff, seine Methoden und auch die Varianten des Konzeptes sind allerdings nur unscharf zu definieren bzw. voneinander abzutrennen. Häufig umfassen Rewilding-Projekte eine Auswilderung von Spitzenprädatoren und / oder Schlüsselarten. Praktische Beispiele für die Umsetzung des Konzeptes bzw. einer seiner Varianten sind das niederländische Schutzgebiet Oostvaardersplassen, die Wiederansiedelung von Wölfen im Yellowstone-Nationalpark und der Pleistozän-Park in Russland.

## Prinzip und Methoden

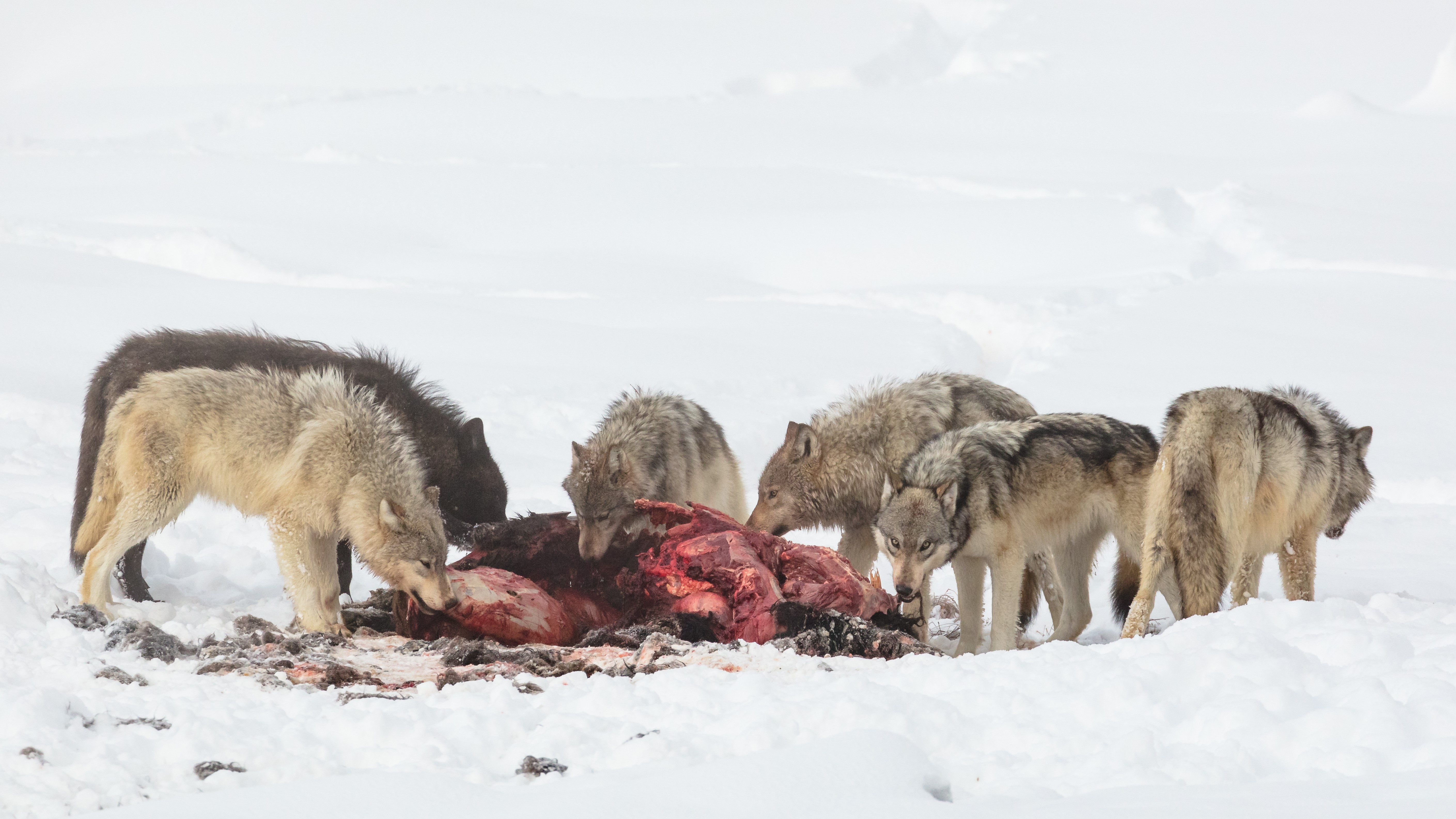
Die Freilassung von Spitzenprädatoren bzw. Schlüsselarten, wie hier der Wolf im Yellowstone-Nationalpark, kann eine Methode des Rewilding sein

Unter dem Terminus Rewilding versteht man allgemein die Wiederherstellung natürlicher Ökosysteme und prinzipiell natürlicher Landschaft in zuvor von Menschenhand in Kulturlandschaften umgewandelten Gebieten. Im Laufe der Zeit sollen die menschlichen Eingriffe in die Natur so weit wie möglich zurückgefahren werden, die Natur im Endeffekt also sich selbst überlassen werden. Häufig wird die Annahme vorausgesetzt, dass der Mensch im Anthropozän seine Umwelt zum Negativen verändert habe. Die Vorstellungen der Rewilding-Konzepte korrespondieren meist mit den Vorstellungen einer Umwelt, wie sie vor dem Anthropozän aussah, oftmals wird aber nicht eine Rückentwicklung, sondern eine Adaption für die Zukunft anvisiert. Eine langfristige Laufzeit zeichnet entsprechende Projekte ebenfalls aus. Eine trennscharfe Definition des Begriffs und seiner genauen Praktiken existiert nicht. Insbesondere in größeren Landschaften funktioniert das Prinzip unter anderem über die Auswilderung von Spitzenprädatoren zur Schaffung natürlicher Graslandschaften, was häufig mit dem Rewilding-Prinzip gleichgesetzt wird, wenngleich es auch andere Ansätze gibt. Auch Renaturierungen und das Verwildernlassen bestimmter Flächen können zum Rewilding gehören, ebenso die Auswilderung größerer Herbivoren, beziehungsweise sogenannter Schlüsselarten. Sozial gesehen gehört auch eine Einbindung der Gesellschaft, gegebenenfalls in Kombination mit wirtschaftlichen Entwicklungsprojekten (bspw. in Hinblick auf Ökotourismus), mitunter zum Konzept des Rewilding. Selbst die Zurückzüchtung domestizierter Arten in mittlerweile ausgestorbene Wildtierarten kann zum Rewilding-Konzept gezählt werden.
Im Unterschied zu klassischen Renaturierungen habe das Rewilding-Konzept kein konkretes Ziel oder Endstadium, sondern soll ergebnisoffen und ohne konkretes Abschlussdatum sein. Vielmehr soll nach einem sich frei entwickelnden und selbst unterhaltenden Ökosystem ohne die Notwendigkeit menschlicher Eingriffe gestrebt werden. Nichtsdestotrotz ist auch die Abtrennung zwischen Renaturierung und Rewilding mitunter fließend. Im Gegensatz zum klassischen Naturschutz stehe nicht der Schutz bestehender wertvoller Ökosysteme im Fokus, sondern das Zurückbringen wilder Natur in heute mitunter intensiv genutzte Kulturlandschaften. Deutschlandfunk Kultur nannte 2002 „die Verbindungen zwischen verschiedenen Ökosystemen, intakte Nahrungsketten und natürliche Störereignisse wie Überflutungen von Feuchtgebieten“ als Eigenschaften von Gebieten, auf denen Rewilding angewandt wurde. Die Organisation Rewilding Europe nennt eine Selbstverwaltung der Natur, die Rückkehr des Wildlebens, ein „Wohlbefinden“ nicht nur der Natur, sondern auch der Gesellschaft, und auch eine langfristige Durchführung ohne konkretes Ziel als Grundsäulen des Konzepts. Im überregionalen Sinne kann das Rewilding-Konzept auch Bestrebungen umfassen, überregionale Korridore fürs Wildleben zwischen einzelnen Schutzgebieten zu schaffen. In Deutschland beschäftigt sich unter anderem das Deutsche Zentrum für integrative Biodiversitätsforschung mit dem Rewilding-Konzepts und konkreten Anwendungsfällen. Die IUCN gründete 2017 eine spezielle Arbeitsgruppe fürs Rewilding.

## Varianten und Beispiele

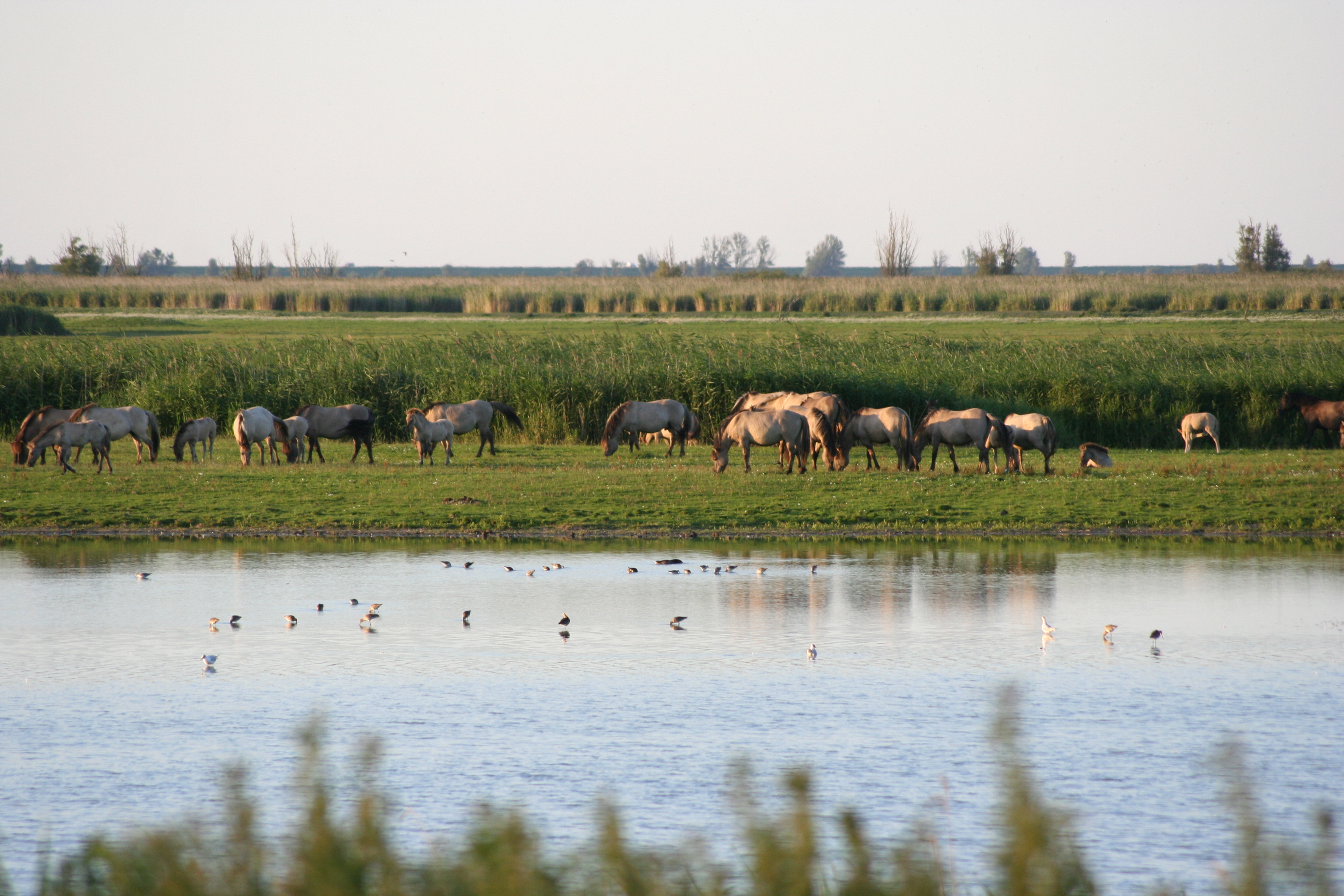
Das niederländische Schutzgebiet Oostvaardersplassen (2008)

Der Begriff Rewilding wurde Ende der 1980er durch Michael E. Soulé und David Foreman in der Vorbereitung ihres gemeinsamen Wildlands Project eingeführt. In einer wissenschaftlichen Veröffentlichung wurde der Begriff erstmals 1990 diskutiert. Ursprünglich war damit der Schutz großflächiger Landschaften inklusive der Wiedereinführung ausgerotteter Schlüsselarten gemeint. Daraus entwickelte sich zunächst der sogenannte „3C“-Ansatz („core areas, corridores und carnivores“, in etwa Kernzonen, Wildkorridore [zwischen den Kernzonen] und Raubtiere). Als praktisches Beispiel wurde oftmals die Wiedereinführung von Wölfen im Yellowstone-Nationalpark angeführt. Dieser erste Ansatz wurde danach insbesondere in der amerikanischen Fachöffentlichkeit weiterentwickelt. 2005 schlug eine Arbeitsgruppe um Josh Donlan vor, in Amerika die ausgestorbene Megafauna des Pleistozäns wiederherzustellen, gegebenenfalls mit der Unterstützung heutiger, den ausgestorbenen damaligen Artikel ähnlichen Tierarten (Pleistocene Rewilding). Gleichzeitig entwickelte sich unter Bezugnahme auf Projekte mit verschiedenen Schildkrötenarten auf Mauritius und den Galapagosinseln die Idee der taxon substituion, also der Ersetzung ausgestorbener Schlüsselarten durch ähnliche Arten. Weitere Forschungsansätze betrafen die Beiträge von Herbivoren wie Pferden und Rindern zum Rewilding. Parallel wurde der Begriff auch in Europa in die wissenschaftliche Diskussion aufgenommen. Ein besonderer Fokus richtete sich hier auf Rewilding durch Herbivoren, unter Einfluss des trophischen Charakters der amerikanischen „3Cs“ sowie Frans Veras Megaherbivorenhypothese. Als typisches Beispiel von Veras Ansatz gilt das niederländische Schutzgebiet Oostvaardersplassen. In Sibirien setzte Sergei Afanassjewitsch Simow die Idee des Pleistocene Rewilding im Pleistozän-Park in ein praktisches Projekt um. Gleichzeitig entstanden auch andere Ansätze des Rewilding, die einen menschlichen Einfluss auf praktische Rewilding-Projekt weitgehend ablehnen, die Natur solle sich also weitgehend frei entwickeln. Insbesondere seit den 2010ern erhält das Konzept in der Forschung etwas größere Aufmerksamkeit, wird aber auch medial und in der Politik wahrgenommen. Gleichzeitig ist es eine verhältnismäßig eher wenig beachtete Methode der Ökologie.
Ein Unterschied zwischen den verschiedenen Ansätzen und Projekten besteht unter anderem darin, von welcher Wildnissituation man in der Theorie ausgeht. Fokussiert man sich auf das Pleistozän, so würde die (ausgestorbene) Megafauna in den Blickpunkt praktischer Überlegungen geraten. Bei einem theoretischen Schwerpunkt auf die Wildnis des Holozäns würden sich von Menschenhand (regional) ausgerottete Tierarten in den Brennpunkt der Praxis stellen. Bei einer theoretischen Ausgangssituation im Anthropozän würden sich praktische Überlegungen besonders auf moderne Möglichkeiten der Entstehung natürlicher Landschaften richten. Im Laufe der Zeit entstanden schließlich unterschiedliche Definitionen und Varianten des Konzeptes, die ebenfalls nicht trennscharf auseinanderzudividieren sind. Besonders das ecological rewilding und das passive rewilding sind nur schwer voneinander zu unterscheiden. Insgesamt haben sich nach Nathalie Pettorelli et al. (2018) vier Hauptvarianten herausgebildet:
- ecological rewilding: Das ecological rewilding umfasst sehr begrenzte menschliche Eingriffe in das Projektgebiet. So sollen natürliche Prozesse in den Vordergrund treten und die Gestaltung der Umwelt übernehmen, menschliche Eingriffe bleiben aber eben bis zu einem gewissen Maßstab erlaubt.[15]
- passive rewilding: Unter dem passive rewilding versteht man Rewilding ohne große menschliche Vorarbeit, die Natur soll sich selbst frei entwickeln können.[5] Menschliche Eingriffe in die Natur werden gegebenenfalls zurückgebaut und zukünftig weitgehend unterlassen.[16] Das weitere Rewilding geschieht hier also namensgebend „passiv“.[5] Dieser Ansatz wurde der Ende der 2010er besonders in Europa angewandt.[15]
- trophic rewilding: Das trophic rewilding setzt in der Trophie beziehungsweise dem Trophieniveau an, also der Nahrungskette und der dadurch bedingten Interaktion zwischen den Tierarten und der Landschaft.[16] Diese Variante strebt vor allem nach der Wiedereinführung von Spitzenprädatoren in ein bestimmtes Ökosystem. Der Hintergrundgedanke ist, dass diese Spitzenprädatoren in einer natürlichen Landschaft eine wichtige Funktion als eine Art regulierender Faktor übernehmen würden.[5] Ziel ist also eine Wiederherstellung des natürlichen Nahrungskettensystems.[15] Das Ökosystem soll sich so selbst regulieren.[16]
- Pleistocene Rewilding: Diese Variante setzt bei der Megafauna des Pleistozän an. Ziel ist es, im größeren Maßstab die durch deren Ausrottung ausgelöschten natürlichen Prozesse wiederherzustellen.[16] Meistens sollen dabei ähnliche, noch lebende Arten als Ersatz für die ausgestorbene Megafauna in das betreffende Gebiet eingeführt werden (taxon substitution). Das Pleistocene Rewilding gilt in der Fachwelt als umstritten. Befürworter sehen es als „heuristisch gesehen nützlich“, Kritiker bezeichnen es als „absurdes Konzept [...] einer kleinen Gruppe von Naturschutzbiologen ohne großes Verständnis der Praxis und Policy von Wildtierumsiedlungen“.[15]

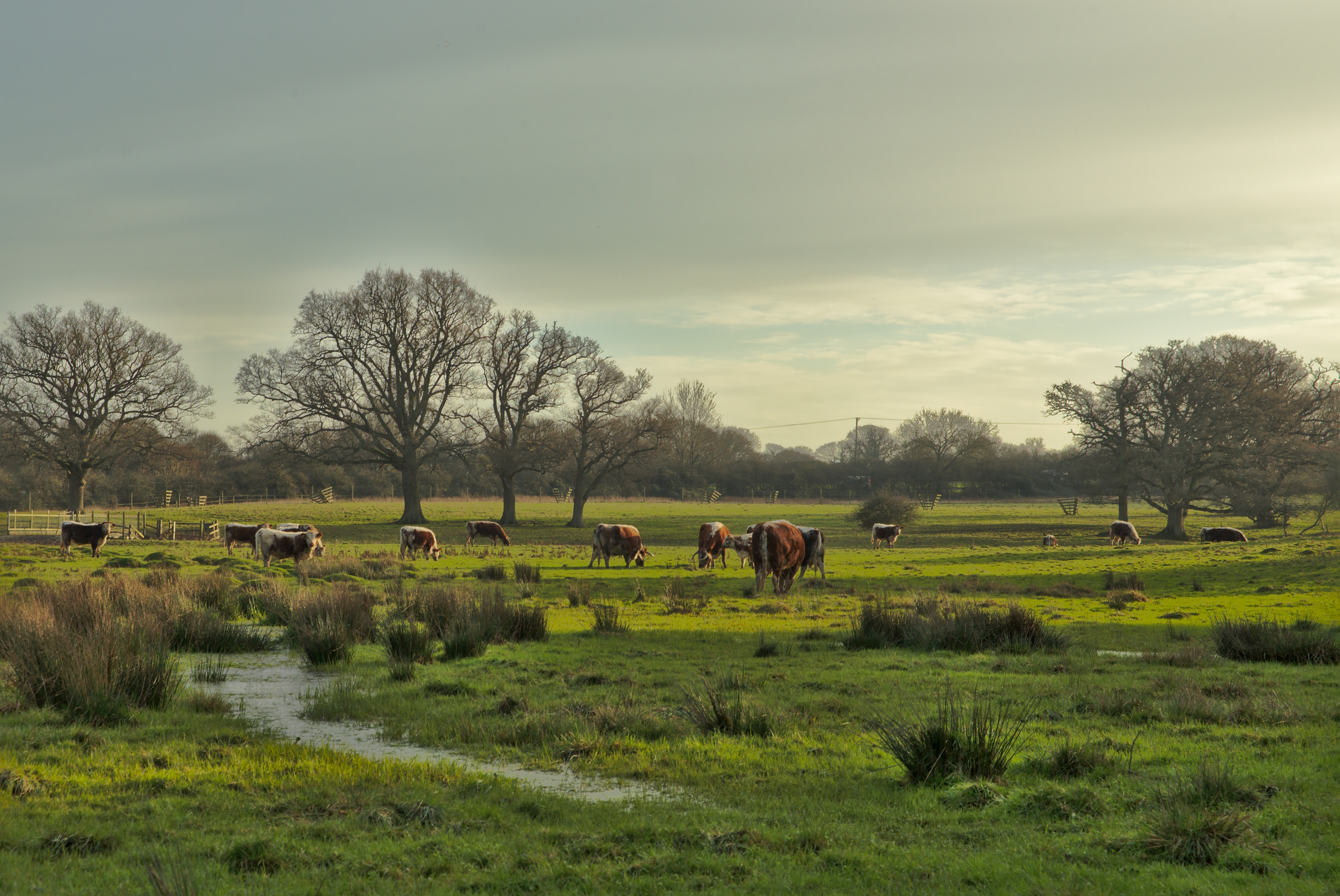
Das Knepp Wildland im Süden Englands (2016)

Die beiden Wissenschaftler Cain Blythe und Paul Jepson benannten 2020 neun verschiedene Formen des Rewilding und jeweilige Beispiele: das „Konzept der Cs“ (z. B. im Yellowstone-Nationalpark), die „Refaunation“ als Wiedereinführung lokal ausgerotteter Arten (z. B. das „Iberá Project“ in Argentinien), das „passive Rewilding“ (z. B. im Estrela Geopark in Portugal), das „Farm Wilding“ im Rahmen eines landwirtschaftlichen Betriebs (bspw. Knepp Wildland), die freie Entwicklung der Natur ohne menschliche Eingriffe (z. B. in Oostvaardersplassen), der Schutz wilder Natur durch Kommerzialisierung (bspw. in Südafrika), die Ersetzung ausgestorbener Arten durch Auswilderung ähnlicher Arten (wie durch die Mauritius Wildlife Foundation auf Mauritius), das „Pleistocene Rewilding“ (z. B. im Pleistozän-Park, Russland) und die Schaffung „hybride[r] Ökosysteme“ durch die Wiederherstellung historischer, wilder Ökosysteme in Kombination mit dem Schutz aktueller Ökosysteme. Eine Klassifizierung der Rewilding-Varianten sei jedoch prinzipiell durch die verschiedenen Hintergründe, unterschiedliche Ansätze und „innovative Ideen“ nur schwer umsetzbar. Blythe und Jepson gehen sogar soweit und bewerten eine Klassifikation der Rewilding-Ansätze als schädlich, könne sie doch bedeuten, dass eine Weiterentwicklung der bestehenden Ansätze verhindert werden könnte.

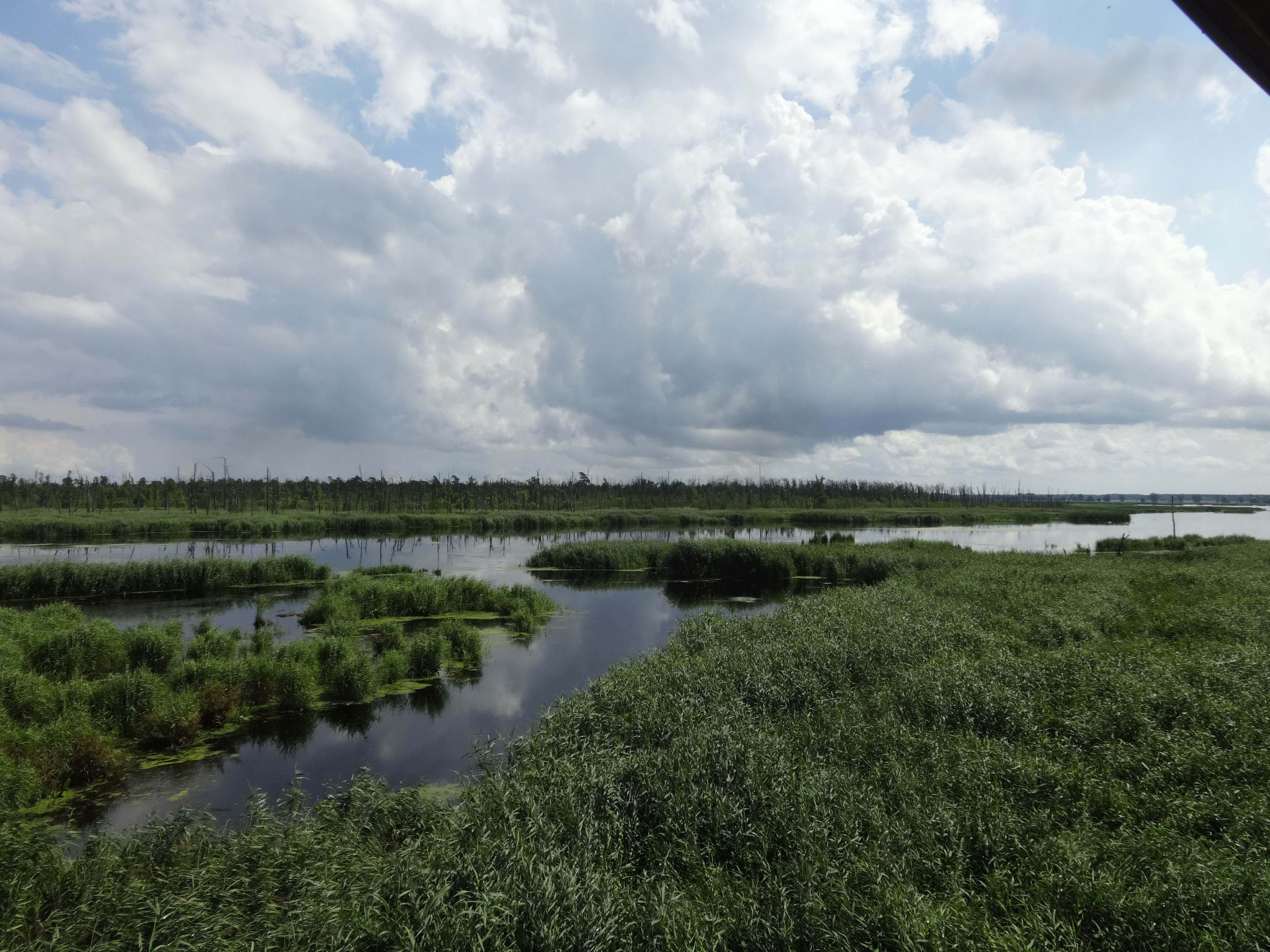
Das Anklamer Torfmoor (2017)

Die bekanntesten Beispiele für das Rewilding-Konzept werden allgemein als „big four“ zusammengefasst: das niederländische Schutzgebiet Oostvaardersplassen, die Wiederansiedlung von Wölfen im US-amerikanischen Yellowstone-Nationalpark, den Pleistozän-Park in Russland und die Auswilderung der Aldabra-Riesenschildkröte auf Mauritius. Laut Blythe und Jepson haben diese vier Projekten maßgeblich das Bild des Rewildings in der Wissenschaft und in der Öffentlichkeit sowie die Ansätze des Rewilding geprägt. Der Guardian benennt daneben noch zum Beispiel den Wiederaufbau des Nationalparks Gorongosa nach dem mosambikanischen Bürgerkrieg als bekanntes Beispiel für Rewilding. In Deutschland lässt sich das Anklamer Torfmoor als Beispiel heranziehen, das 1995 nach einem Dammbruch im Naturschutzgebiet Anklamer Stadtbruch entstand.

## Befürwortung und Kritik
Befürworter des Konzepts sehen im Rewilding eine Möglichkeit, vor dem Hintergrund des Klimawandels langfristig eine „biologisch vielfältigere, ökologisch gesündere Zukunft“ zu schaffen. Die Ergebnisse der praktischen Umsetzung würden nicht nur zusätzliche Lebensräume für Tier- und Pflanzenarten erschaffen, sondern auch für„saubere Luft, sauberes Wasser [und] fruchtbare Böden“ sorgen. Projektgebiete würden sich durch eine bessere Kohlenstoffbindung, einen höheren Schutz vor Waldbränden, einen besseren (natürlichen) Hochwasserschutz und einem besseren Schutz vor generellen Klimaextremen auszeichnen und die „psychische und körperliche Gesundheit“ der dort lebenden Menschen verbessern. Rewilding-Projekte könnten daneben robuster gegen den Klimawandel sein und sich positiv auf die gesellschaftliche Verbindung zur Natur und dem Wildleben auswirken. Oftmals wird dabei das Rewilding als vergleichsweise kostengünstige Lösung angesehen, um solche Ziele zu erreichen. Ebenso könne Rewilding wirtschaftlich positive Effekte haben, je nach Ausrichtung seien eine extensive landwirtschaftliche und / oder eine touristische Nutzung des Projektgebietes möglich. Durch die Einbindung sozialer und ökonomischer Aspekte in die praktische Umsetzung des Konzeptes könne auch das Phänomen der Landflucht beendet werden. Zu den Unterstützern des Konzepts zählen unter anderem David Attenborough und George Monbiot. Abgesehen davon tritt die niederländische Nichtregierungsorganisation Rewilding Europe für die praktische Umsetzung des Rewilding-Konzeptes in Europa ein. Die 2011 gegründete Organisation ist ein Dachverband mehrerer nationaler Verbände und fördert verschiedene, nach dem Rewilding-Konzept entwickelte Projekte in ganz Europa. Ferner ist es theoretisch möglich, durch Rewilding-Projekte die Populationen selten gewordener heimischer Tierarten wieder zu vergrößern und gleichzeitig Neobiota zurückzudrängen.
Kritiker sehen das Konzept dagegen als nachteilig für die traditionelle Landwirtschaft. Würden Rewilding-Projekte „in einem bedeutenden Ausmaße Schaden an traditionellen Lebensweisen bedeuten“, sei eine gesellschaftliche Ablehnung der individuellen Projekte möglich. Andere Rewilding-Projekte scheiterten an der mangelnden Einbindung der lokalen Bevölkerung. Mitunter wird Rewilding auch als „Modeerscheinung“ in Kreisen des reicheren Landadels und der Grundbesitzer und als unpraktikabel für den normalen Bauern angesehen. Vertreter des klassischen Naturschutzes sehen im Rewilding eine Gefahr insofern, dass aktuell bestehende Ökosysteme zerstört werden würden, um nach dem Rewilding-Prinzip ein historisches Ökosystem wiederauferstehen zu lassen. Weitere Kritik von den Naturschützern betrifft mögliche negative Auswirkungen der Umsetzungen des Rewilding-Konzepts, die bei einer simplen Erhaltung der bestehenden Ökosysteme nicht eintreten würden. Es bestehe die Gefahr, dass unbeabsichtigt negative ökologische Prozesse in Gang gesetzt würden, auch die Auswilderung oder Umsiedelung von Tieren bringe potenzielle Risiken mit sich. Besonders das Fehlen eines Teils des als Vorbild genommenen historischen Ökosystems könne schwerwiegende Folgen für den tatsächlichen Projektverlauf haben. Gleichzeitig ist auch fraglich, inwiefern die Vorstellungen von einer historischen Wildnis ohne Menschenhand überhaupt sachlich korrekt sind. Auch die einzelnen Formen des Rewilding stoßen mitunter jeweils auf spezielle Kritik. Unklar ist mangels entsprechender empiristischer Studien, inwiefern das Rewilding-Konzept überhaupt effektiv ist (Stand: 2020). Empiristische Studien über die Vor- oder Nachteile und Erfolgschancen des Rewilding sind so gut wie kaum vorhanden, die mediale und wissenschaftliche Diskussion wird dagegen hauptsächlich durch Essays und subjektive Meinungen dominiert. Die praktische Umsetzung sehen Forscher des Deutschen Zentrum für integrative Biodiversitätsforschung in dicht besiedelten Gebieten als ohne weiteres schwer möglich an, insbesondere in abgelegenen Regionen sei das Konzept aber vergleichsweise leicht umsetzbar.